# Заслуженный архитектор РСФСР
Заслуженный архитектор РСФСР — государственная награда РСФСР, почётное звание присваивалось Президиумом Верховного Совета РСФСР и являлось одной из форм признания государством и обществом заслуг высокопрофессиональных архитекторов в развитии архитектуры, разработке проектов и создании архитектурных комплексов, зданий и сооружений, реставрации памятников культуры, подготовке архитектурных кадров. Лицам, удостоенным почётного звания Заслуженного архитектора РСФСР, вручались грамоты Президиума Верховного Совета РСФСР и соответствующий нагрудный знак.
Почётное звание было установлено Указом Президиума Верховного Совета РСФСР от 7 марта 1968 г. «Об установлении почетного звания заслуженного архитектора РСФСР» и отменено Указом Президента Российской Федерации от 30 декабря 1995 г. № 1341, установившего почётные звания Российской Федерации.

## Награждённые
Среди удостоенных звания Заслуженный архитектор РСФСР:
- Е. В. Александров
- Н. А. Алёшина
- Н. А. Беспалов
- В. М. Бодунов
- М. П. Бубнов
- Т. М. Бутаева
- Е. П. Вулых
- Б. А. Зарицкий
- Л. К. Комарова
- К. С. Мельников
- И. А. Неруш
- В. В. Орехов
- М. А. Орлов
- Э. М. Панов
- П. А. Самсонов
- Б. И. Тхор
- С. П. Хаджибаронов
- Б. Г. Калимуллин
- И.Н. Гулин